# ¿Arde París? (película)
¿Arde París? (título original: Paris brûle-t-il? ) es una película franco-estadounidense de 1966 realizada por René Clément, con guion adaptado por Francis Ford Coppola y Gore Vidal. La película, que contó con un extenso reparto de estrellas de varios países, está basada en la novela homónima de Larry Collins y Dominique Lapierre, que narra la liberación de París de las tropas nazis durante la Segunda Guerra Mundial.

## Reparto
- Jean-Paul Belmondo - Yvon Morandat, alias "Pierrelot"
- Charles Boyer - el doctor Robert Monod
- Leslie Caron - Françoise Labé
- Jean-Pierre Cassel - el teniente Henri Karcher
- Bruno Cremer - el coronel Henri Rol-Tanguy
- Claude Dauphin - el coronel Edmond Lebel
- Alain Delon - Jacques Chaban-Delmas
- Kirk Douglas - el teniente general George Patton
- Pierre Dux - Alexandre Parodi, alias "Cerat"
- Glenn Ford - el teniente general Omar Bradley
- Gert Fröbe - el general de Infantería Dietrich von Choltitz
- Daniel Gélin - Yves Bayet
- Harry Meyen - el oberleutnant Henri von Arnim
- Yves Montand - el sargento Marcel Bizien
- Anthony Perkins - el sargento de Infantería Warren
- Michel Piccoli - Edgard Pisani
- Claude Rich - el general Philippe Leclerc / el teniente Pierre de La Fouchardière
- Simone Signoret - la dueña del café-bar
- Robert Stack - el general de brigada Edwin Sibert
- Jean-Louis Trintignant - el capitán Serge
- Pierre Vaneck - el comandante Roger Cocteau
- Orson Welles - Raoul Nordling, cónsul de Suecia

- Datos: Q909561